# ダトロ・フォファナ
ダトロ・フォファナ（Datro Fofana, 2002年12月22日 - ）は、コートジボワールのプロサッカー選手。コートジボワール代表。チェルシーFC所属。ポジションはフォワード。

## 経歴

### クラブ
コートジボワールのアビジャン・シティ（元同国代表選手のマルコ・ネが設立したアマチュアクラブ）でキャリアをスタートさせ、後にAFADドゥジェカヌに期限付き移籍し、得点能力の高さを示した。フランス、ベルギー、オランダ、ノルウェーなどのクラブが関心を示す中、2021年2月2日、モルデと4年契約を交わした。
移籍金なしでモルデに加入したこともあり、前所属のアビジャン・シティと代理人との間で、母親がサインしたというアビジャン・シティとの契約延長の有効性を巡って騒動となった。北欧に渡る前、いくつかの移籍話が浮上しており、2020年3月のモルデとの契約前に、アビジャン・シティ側はアンジェへの移籍を発表していたが、これは最終的な合意には至っておらず、アンジェ側は否定した。COVID-19の流行によるモルデへの合流の遅れも、この混乱の一因となった。
2021年2月18日、UEFAヨーロッパリーグのホッフェンハイム戦に65分から途中出場しモルデでのデビューを果たすと、74分に初ゴールを挙げ、2点ビハインドからドローに持ち込むことに貢献。アウェイで迎えた2ndレグで勝利したモルデは、ベスト16へと駒を進めた。
2022シーズンはエリテセリエンで15ゴールを挙げ、得点ランク3位タイとなった。この活躍を受けて、イギリスのメディアはプレミアリーグの複数のクラブがフォファナの獲得を狙っていると報じた。
2023年1月1日、イングランドのチェルシーに移籍。契約期間は「長期」、移籍金はおよそ1,200万ユーロと報じられている。1月8日に行われたFAカップ3回戦、マンチェスター・シティ戦で途中出場し、移籍後初出場。
7月11日、1シーズンローンでドイツのウニオン・ベルリンに移籍。買い取りオプションは含まれておらず、2023-24シーズン終了後にチェルシーに復帰すると報じられている。
2024年1月、ウニオン・ベルリンとのローン契約を解除し、同じくプレミアリーグのバーンリーにシーズン終了までの契約でローン移籍することとなった。
2024年9月13日、買取オプション付きの1シーズンローンでトルコのギョズテペSKに加入した。しかし負傷のため2025年2月3日にギョズテペとのローン契約を解除してチェルシー復帰となった。

### 代表
2019年9月22日、アフリカネイションズチャンピオンシップ予選のニジェール戦でコートジボワール代表デビュー。

## 個人成績

### クラブ
| 国内大会個人成績 | 国内大会個人成績   | 国内大会個人成績 | 国内大会個人成績 | 国内大会個人成績 | 国内大会個人成績 | 国内大会個人成績 | 国内大会個人成績 | 国内大会個人成績 | 国内大会個人成績 | 国内大会個人成績 | 国内大会個人成績 |
| 年度             | クラブ             | 背番号           | リーグ           | リーグ戦         | リーグ戦         | リーグ杯         | リーグ杯         | オープン杯       | オープン杯       | 期間通算         | 期間通算         |
| 年度             | クラブ             | 背番号           | リーグ           | 出場             | 得点             | 出場             | 得点             | 出場             | 得点             | 出場             | 得点             |
| ノルウェー       | ノルウェー         | ノルウェー       | ノルウェー       | リーグ戦         | リーグ戦         | リーグ杯         | リーグ杯         | ノルウェー杯     | ノルウェー杯     | 期間通算         | 期間通算         |
| ---------------- | ------------------ | ---------------- | ---------------- | ---------------- | ---------------- | ---------------- | ---------------- | ---------------- | ---------------- | ---------------- | ---------------- |
| 2021             | モルデ             | 20               | エリテセリエン   | 18               | 0                | -                | -                | 5                | 2                | 23               | 2                |
| 2022             | モルデ             | 9                | エリテセリエン   | 24               | 15               | -                | -                | 3                | 2                | 27               | 17               |
| イングランド     | イングランド       | イングランド     | イングランド     | リーグ戦         | リーグ戦         | FLカップ         | FLカップ         | FAカップ         | FAカップ         | 期間通算         | 期間通算         |
| 2022-23          | チェルシー         | 27               | プレミアリーグ   | 3                | 0                | 0                | 0                | 1                | 0                | 4                | 0                |
| ドイツ           | ドイツ             | ドイツ           | ドイツ           | リーグ戦         | リーグ戦         | リーグ杯         | リーグ杯         | DFBポカール      | DFBポカール      | 期間通算         | 期間通算         |
| 2023-24          | ウニオン・ベルリン | 11               | ブンデスリーガ   | 12               | 1                | -                | -                | 1                | 0                | 13               | 1                |
| イングランド     | イングランド       | イングランド     | イングランド     | リーグ戦         | リーグ戦         | FLカップ         | FLカップ         | FAカップ         | FAカップ         | 期間通算         | 期間通算         |
| 2023-24          | バーンリー         | 23               | プレミアリーグ   |                  |                  | -                | -                | -                | -                |                  |                  |
| 通算             | ノルウェー         | ノルウェー       | エリテセリエン   | 42               | 15               | -                | -                | 8                | 4                | 50               | 19               |
| 通算             | イングランド       | イングランド     | プレミアリーグ   | 3                | 0                | 0                | 0                | 1                | 0                | 4                | 0                |
| 通算             | ドイツ             | ドイツ           | ブンデスリーガ   | 12               | 1                | -                | -                | 1                | 0                | 13               | 1                |
| 総通算           | 総通算             | 総通算           | 総通算           | 57               | 16               | 0                | 0                | 10               | 4                | 67               | 20               |

### 代表
| コートジボワール代表 | 国際Aマッチ | 国際Aマッチ |
| 年                   | 出場        | 得点        |
| -------------------- | ----------- | ----------- |
| 2019                 | 1           | 0           |
| 2020                 | 0           | 0           |
| 2021                 | 0           | 0           |
| 2022                 | 2           | 0           |
| 通算                 | 3           | 0           |

## タイトル

### クラブ
モルデFK
- ノルウェー・カップ（2021-22）
- エリテセリエン（2022）